# کیبیسه
کیبیسه (به لهستانی:  Kibisy) یک روستا در لهستان است که در گمینا پروستکی واقع شده‌است.